# Chic
Il termine francese chic (/ˈʃik/), adattato in scicche, può essere tradotto in italiano come "elegante" ma che ha un significato molto più ampio che può essere esteso anche al di fuori dello stile di abbigliamento.

## Origine del termine
L'utilizzo della parola chic in Francia è iniziato all'inizio del ventesimo secolo ed inizialmente veniva scritta chique . Il dizionario Le Petit Robert ne attribuisce l'etimologia del termine al termine tedesco schick ("abito"). Il dizionario Larousse tuttavia ipotizza l'origine del termine al diciassettesimo secolo, cioè quando al tempo di Luigi XIII, una persona abile a destreggiarsi con la legge veniva soprannominato chicane, con il significato di "cavillo". Il significato della parola chic con il tempo è comunque mutato, ed è stato adottato da diversi paesi in tutto il mondo. Spesso la parola viene utilizzata anche al di fuori del campo della moda.

## Architetturachic
Nel 2002 la Royal Horticultural Society ha introdotto la categoria "Giardino più chic" nella sua cerimonia di premiazione Chelsea Flower Show, che si tiene annualmente dal 1913. La società premia il giardino che mostra maggior "modernità, innovazione, immaginazione, stile ed audacia",.
Un altro esempio, il Carré d'Etoiles o Cubo delle Stelle, un alloggio trasportabile e riciclabile a forma di cubo coperto da una cupola di vetro sollevabile, che permette alle coppie di dormire sotto le stelle, e utilizzato in Francia come dépendance da privati e alberghi, e è stato premiato per il suo design innovativo, chic e glamour.